# Скребнев, Юрий Максимович
Ю́рий Макси́мович Скребнев (1922—1993) — советский и российский лингвист, специалист в области английской филологии, один из основоположников теории лингвистического описания разговорной речи, доктор филологических наук (1973), профессор (1974), заслуженный деятель науки РФ (1992).

## Биография
Родился в г. Ишиме Тюменской обл. в семье учителя. Участник Великой Отечественной войны. Был в плену в Германии, после освобождения служил переводчиком в Советской военной администрации. В 1950 году окончил с отличием факультет английского языка Одесского института иностранных языков. Работал учителем английского и немецкого языков в средней школе. С 1956 года преподавал в вузах Благовещенска, Пятигорска, Уфы. В 1956 году защитил кандидатскую диссертацию «Стилистические функции вводных элементов в современном английском языке», в 1971 году — докторскую диссертацию «Общелингвистические проблемы описания синтаксиса разговорной речи».
С 1972 года — профессор кафедры английской филологии Горьковского государственного педагогического института иностранных языков им. Н. А. Добролюбова; руководитель аспирантуры, созданной на базе нижегородской лингвистической школы.
Скончался 20 мая 1993 года. Похоронен на Красном кладбище (11 квартал) Нижнего Новгорода.

## Научная деятельность
Является автором более 100 научных работ, наиболее значительной из которых считается монография «Введение в коллоквиалистику» (1985), содержащая описание теоретических основ исследования разговорного синтаксиса. Редактор 19 сборников научных трудов «Теория и практика лингвистического описания разговорной речи» («ТПЛОР»). Значительным вкладом в развитие теории стилистики являются труды «Стилистика английского языка» (1960) в соавторстве с М. Д. Кузнец, «Очерк теории стилистики» (1975), «Fundamentals of English Stylistics» (1994). Под руководством Юрия Максимовича защищено около 50 кандидатских и 4 докторских диссертации. Учение Ю. М. Скребнева о языке как совокупности субъязыков, сформулированный им принцип универсальности общей классификации разговорной специфики положены в основу многих научных исследований.

## Основные работы
- Введение в коллоквиалистику / под ред. Сиротининой О. Б. — Саратов: Изд-во Сарат. ун-та, 1985. — 210 с.
- Основы стилистики английского языка: [Учеб. для вузов по спец. «Англ. яз. и лит.»]. — М. Высш. шк. 1994. — 238,[2] с.

## Память
В НГЛУ им. Н. А. Добролюбова учреждена Премия имени Ю. М. Скребнева.